# (8475) Vsevoivanov
(8475) Vsevoivanov est un astéroïde de la ceinture principale.

## Description
(8475) Vsevoivanov est un astéroïde de la ceinture principale. Il fut découvert le 13 août 1985 à Naoutchnyï par Nikolaï Tchernykh. Il présente une orbite caractérisée par un demi-grand axe de 3,07 UA, une excentricité de 0,25 et une inclinaison de 4,8° par rapport à l'écliptique.

## Compléments